# Sybra putida
Sybra putida là một loài bọ cánh cứng trong họ Cerambycidae.